# Karl-Hermann Steinberg
Pour les articles homonymes, voir Steinberg.
Karl-Hermann Steinberg, né le 22 juin 1941 à Heilbad Heiligenstadt (Allemagne) et mort le 17 octobre 2021, est un homme politique est-allemand. Membre de l'Union chrétienne-démocrate d'Allemagne (RDA) (CDU-Est), il est brièvement ministre de la Protection de l'environnement et de la Gestion de l'eau en 1990, peu avant la réunification.

## Sources
- (de) Cet article est partiellement ou en totalité issu de l’article de Wikipédia en allemand intitulé « Karl-Hermann Steinberg » (voir la liste des auteurs).